# Картер Гарт
Картер Гарт (англ. Carter Hart; нар. 13 серпня 1998 Шервуд Парк, Альберта, Канада) — канадський хокеїст, воротар, гравець команди НХЛ «Філадельфія Флайєрз».

## Ігрова кар'єра
Вихованець юніорського клубу «Еверетт Сілвертіпс» (ЗХЛ), де і розпочав кар'єру воротаря та відіграв п'ять сезонів.
У складі юніорської збірної Канади став переможцем турніру Меморіалу Івана Глінки 2015.
На драфті НХЛ 2016 обраний клубом «Філадельфія Флайєрз» з яким і уклав контракт 2 жовтня того ж року.
У складі молодіжної збірної Канади брав участь в двох молодіжних чемпіонатах світу 2017 срібний призер і 2018 золоті нагороди.
На професійному рівні дебютував у складі клубу АХЛ «Лігай Веллі Фантомс» у сезоні 2018/19, а згодом і в складі «Флайєрз».
19 квітня 2019 увійшов до складу національної збірної Канади на чемпіонаті світу 2019.

## Статистика

### Збірна
| Рік                | Команда            | Турнір             | Місце              | І  | В  | П | OT | Хв  | ПГ | ІБГ | ПГГ  | %ВК  |
| ------------------ | ------------------ | ------------------ | ------------------ | -- | -- | - | -- | --- | -- | --- | ---- | ---- |
| 2015               | Канада             | МІГ18              | 1                  | 2  | 2  | 0 | 0  | 120 | 3  | 0   | 1.50 | .903 |
| 2017               | Канада             | МЧС                | 2                  | 4  | 3  | 1 | 0  | 252 | 10 | 0   | 2.38 | .906 |
| 2018               | Канада             | МЧС                | 1                  | 6  | 5  | 1 | 0  | 365 | 11 | 1   | 1.81 | .930 |
| 2019               | Канада             | ЧС                 | 2                  | 3  | 3  | 0 | 0  | 171 | 2  | 1   | 0.70 | .964 |
| Молодіжна збірна   | Молодіжна збірна   | Молодіжна збірна   | Молодіжна збірна   | 12 | 10 | 2 | 0  | 737 | 24 | 1   | 1.95 | .919 |
| Національна збірна | Національна збірна | Національна збірна | Національна збірна | 3  | 3  | 0 | 0  | 171 | 2  | 1   | 0.70 | .964 |